# Gunung Seaya-aya
Gunung Seaya-aya är ett berg i Indonesien.   Det ligger i provinsen Aceh, i den västra delen av landet, 1 600 km nordväst om huvudstaden Jakarta. Toppen på Gunung Seaya-aya är 1 730 meter över havet, eller 85 meter över den omgivande terrängen. Bredden vid basen är 0,87 km.
Terrängen runt Gunung Seaya-aya är varierad. Runt Gunung Seaya-aya är det ganska glesbefolkat, med 29 invånare per kvadratkilometer. I omgivningarna runt Gunung Seaya-aya växer i huvudsak städsegrön lövskog.